# Такси 2
Такси 2 (енгл. Taxi 2) француски је филм из 2000. године.

## Радња
Таксиста Данијел својим таксијем на улицама Марсеља помаже свима, од трудница пред порођајем, до свог најбољег пријатеља, полицијског детектива Емилијена. Емилијен је коначно успео да положи возачки испит и добије возачку дозволу, а удвара се и лепој Петри, колегиници у станици у коју је одавно заљубљен. Град посећује јапанска делегација коју занима како се месна полиција бори против криминалаца.

## Улоге
| Глумац            | Улога   |
| ----------------- | ------- |
| Сами Насери       | Данијел |
| Фредерик Дифантал | Емилиен |
| Ема Шеберг        | Петра   |
| Марион Котијар    | Лили    |